# Cimetière du Pacifique
Ne doit pas être confondu avec National Memorial Cemetery of the Pacific.

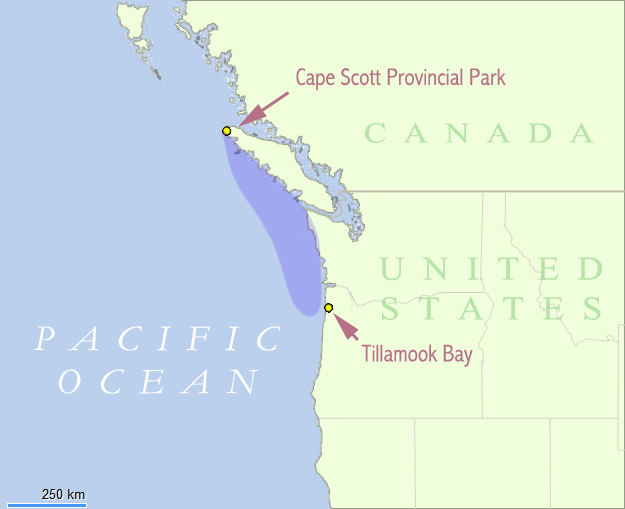
Le Cimetière du Pacifique (en bleu foncé).

« Cimetière du Pacifique » est le surnom d'une zone côtière du Nord-Ouest Pacifique, allant de la baie de Tillamook, au nord de la côte de l'Oregon, jusqu'à la pointe nord de l'île de Vancouver. Les mers de la région sont souvent soumises à une météorologie imprévisible combinée avec un littoral déchiqueté et peu développé — surtout le long de l'île de Vancouver, provoquant des conditions de navigation qui mettent en danger de nombreux navires.
Par exemple, plus de 2 000 bateaux ont sombré et 700 hommes sont morts près du banc de sable du Columbia seulement. Parmi ces naufrages, on compte celui de l’Étoile du matin en 1849 avec le pionnier Jean-Baptiste Duchesne.